# Master of Light
Master of Light je deváté studiové album německé powermetalové hudební skupiny Freedom Call. Vyšlo 11. listopadu 2016 u vydavatelství SPV GmbH.

## O albu
Freedom Call o albu informovali poměrně netradičně, a to rovnou zveřejněním prvního singlu „Hammer of the Gods“. Při vydání singlu zároveň uvedli, že album Master of Light vyjde již brzy. Vydání Master of Light bylo nakonec stanoveno na 11. listopadu 2016. Album vyšlo ve třech edicích (CD digipak, Vinyl LP (včetně CD) a limitovaný box), přičemž každá edice má jinak barevné pozadí obalu.
Druhá píseň jménem „Metal is for Everyone“ byla zveřejněna 2. listopadu formou videoklipu, v němž si zahráli také fanoušci skupiny.

## Master of Light Tour
V listopadu 2016 Freedom Call vystoupili v rámci Master of Light Tour v Jižní Americe. Turné poté pokračovalo až v únoru 2017, kdy začala jeho evropská část. Během ní Freedom Call zavítali také do Prahy, kde vystoupili v klubu Nová Chmelnice. Den poté svůj setlist odehráli také ve zlínském klubu Masters of Rock Cafe. Celá koncertní série byla zakončena na začátku dubna koncertem v Bratislavě.

## Seznam skladeb
Všechny skladby napsal(i) Freedom Call. 
| Pořadí         | Název                 | Délka |
| -------------- | --------------------- | ----- |
| 1.             | Metal is for Everyone | 4:52  |
| 2.             | Hammer of the Gods    | 3:11  |
| 3.             | A World Beyond        | 5:54  |
| 4.             | Masters of Light      | 5:29  |
| 5.             | Kings Rise and Fall   | 4:02  |
| 6.             | Cradle of Angels      | 5:03  |
| 7.             | Emerald Skies         | 3:39  |
| 8.             | Hail the Legend       | 3:58  |
| 9.             | Ghost Ballet          | 3:07  |
| 10.            | Rock the Nation       | 3:11  |
| 11.            | Riders in the Sky     | 4:15  |
| 12.            | High Up               | 3:03  |
| Celková délka: | Celková délka:        | 49:44 |

## Obsazení
- Chris Bay – zpěv, kytara
- Lars Rettkowitz – kytara
- Ilker Ersin – baskytara
- Ramy Ali – bicí